# ピクチャーブライド
『ピクチャーブライド』（Picture Bride）は、1994年5月にカンヌ映画祭、1995年にアメリカで、日本では1996年6月8日にリリースされたアメリカ映画である。
1920年代から30年代、アメリカにおける日系人の厳しい立場や生活環境を、写真花嫁として渡米した或る若い女性を中心軸に描いた作品。監督は日系アメリカ人のカヨ・マタノ・ハッタで、本人の家族のルーツをベースに、実妹のマリ・マタノ・ハッタとの共同脚本で、ハワイにおける日系アメリカ人の一世～二世世代について歴史描写している。

## 内容紹介
両親を失った16歳のリヨ（工藤夕貴）は、ハワイで農業を行う青年の写真だけをもとに縁談を決め、渡米する。結婚相手のマツジ(アキラ・タカヤマ)と現地にて対面したリヨは、マツジの姿が、日本で見た写真の年齢とは著しく異なり25歳も年上であったこと、サトウキビ畑での厳しい農作業などに直面し、渡米と結婚に後悔し日本への帰国を強く希望するスタートになってしまった。
やがて、近所の仕事仲間の女性カナ(タムリン・トミタ)と親しくなり、いろいろと助け教えられ、マツジに対しても不信感が減り生活にも慣れはじめるのだが、ある日、農場で焼き畑のために火を放った時……。
1995年のサンダンス映画祭観客賞を受賞。酷い労働環境で働く日系人たちの唯一の娯楽である無声映画で、弁士をつとめる男の役で三船敏郎が出演している。

## キャスト
- 工藤夕貴：リヨ
- アキラ・タカヤマ：マツジ
- タムリン・トミタ：カナ
- ケリー・ヒロユキ・タガワ：カンザキ
- 杉葉子：ソデ
- 三船敏郎：弁士
- ジェイソン・スコット・リー（クレジットなし）